# Rajd Śląska 2023
7. Rajd Śląska – 7. edycja Rajdu Śląska. To rajd samochodowy, który był rozgrywany od 8 do 10 września 2023 roku. Bazą rajdu było miasto Chorzów. Była to szósta runda rajdowych samochodowych mistrzostw Polski w roku 2023. Rajd składał się z dwunastu odcinków specjalnych.

## Lista zgłoszeń[1]
Poniższa lista spośród 47 zgłoszonych zawodników obejmuje tylko zawodników startujących w najwyższej klasie 2, samochodami grupy R5.
| Nr | Kierowca            | Pilot             | Samochód               | Klasa |
| -- | ------------------- | ----------------- | ---------------------- | ----- |
| 1  | Grzegorz Grzyb      | Adam Binięda      | Škoda Fabia Rally2 evo | 2     |
| 2  | Łukasz Byśkiniewicz | Łukasz Siatkowski | Škoda Fabia Rally2 evo | 2     |
| 3  | Kacper Wróblewski   | Jakub Wróbel      | Škoda Fabia Rally2 evo | 2     |
| 4  | Sylwester Płachytka | Rafał Fiołek      | Škoda Fabia Rally2 evo | 2     |
| 5  | Jarosław Kołtun     | Ireneusz Pleskot  | Ford Fiesta Rally2     | 2     |
| 6  | Jarosław Szeja      | Marcin Szeja      | Hyundai i20 R5         | 2     |
| 7  | Aleksander Terlecki | Michał Marczewski | Škoda Fabia Rally2 evo | 2     |
| 8  | Dariusz Poloński    | Łukasz Sitek      | Volkswagen Polo GTI R5 | 2     |
| 9  | Rafał Kwiatkowski   | Kamil Kozdroń     | Škoda Fabia Rally2 evo | 2     |
| 10 | Tomasz Ociepa       | Michał Kuśnierz   | Škoda Fabia Rally2 evo | 2     |
| 11 | Michał Tochowicz    | Piotr Białowąs    | Citroën C3 Rally2      | 2     |
| 12 | Daniel Chwist       | Kamil Heller      | Škoda Fabia Rally2 evo | 2     |

## Zwycięzcy odcinków specjalnych[2]
| Dzień       | Numer odcinka | Nazwa odcinka      | Długość  | Zwycięzca odcinka                  | Samochód                                      | Czas    | Lider rajdu         |
| ----------- | ------------- | ------------------ | -------- | ---------------------------------- | --------------------------------------------- | ------- | ------------------- |
| 8 września  | OS1           | Katowice           | 4,00 km  | Łukasz Byśkiniewicz                | Škoda Fabia Rally2 evo                        | 3:02.8  | Łukasz Byśkiniewicz |
| 9 września  | OS2           | Gmina Jasienica 1  | 15,32 km | Dariusz Poloński                   | Volkswagen Polo GTI R5                        | 8:55.0  | Dariusz Poloński    |
| 9 września  | OS3           | Hażlach 1          | 12,20 km | Kacper Wróblewski                  | Škoda Fabia Rally2 evo                        | 7:16.8  | Dariusz Poloński    |
| 9 września  | OS4           | Jastrzębie-Zdrój 1 | 18,20 km | Jarosław Szeja                     | Hyundai i20 R5                                | 10:09.5 | Kacper Wróblewski   |
| 9 września  | OS5           | Gmina Jasienica 2  | 15,32 km | Kacper Wróblewski Dariusz Poloński | Škoda Fabia Rally2 evo Volkswagen Polo GTI R5 | 8:47.8  | Kacper Wróblewski   |
| 9 września  | OS6           | Hażlach 2          | 12,20 km | Kacper Wróblewski                  | Škoda Fabia Rally2 evo                        | 7:06.7  | Kacper Wróblewski   |
| 9 września  | OS7           | Jastrzębie-Zdrój 2 | 18,20 km | Grzegorz Grzyb                     | Škoda Fabia Rally2 evo                        | 9:59.6  | Jarosław Szeja      |
| 9 września  | OS8           | Silesian Stadium   | 1,50 km  | Jarosław Szeja                     | Hyundai i20 R5                                | 1:06.4  | Jarosław Szeja      |
| 10 września | OS9           | Ochaby 1           | 11,40 km | Kacper Wróblewski                  | Škoda Fabia Rally2 evo                        | 7:28.6  | Łukasz Byśkiniewicz |
| 10 września | OS10          | Kiczyce 1          | 15,30 km | Kacper Wróblewski                  | Škoda Fabia Rally2 evo                        | 8:28.4  | Łukasz Byśkiniewicz |
| 10 września | OS11          | Ochaby 2           | 11,40 km | Kacper Wróblewski                  | Škoda Fabia Rally2 evo                        | 7:20.3  | Kacper Wróblewski   |
| 10 września | OS12          | Kiczyce 2          | 15,30 km | Kacper Wróblewski                  | Škoda Fabia Rally2 evo                        | 8:22.1  | Kacper Wróblewski   |

### Power Stage w RSMP – OS12[3]
| Miejsce | Kierowca            | Pilot             | Samochód               | Czas/strata | Punkty |
| ------- | ------------------- | ----------------- | ---------------------- | ----------- | ------ |
| 1       | Kacper Wróblewski   | Jakub Wróbel      | Škoda Fabia Rally2 evo | 8:22.1      | 5      |
| 2       | Jarosław Szeja      | Marcin Szeja      | Hyundai i20 R5         | +1.6        | 4      |
| 3       | Grzegorz Grzyb      | Adam Binięda      | Škoda Fabia Rally2 evo | +2.2        | 3      |
| 4       | Łukasz Byśkiniewicz | Łukasz Siatkowski | Škoda Fabia Rally2 evo | +2.4        | 2      |
| 5       | Sylwester Płachytka | Rafał Fiołek      | Škoda Fabia Rally2 evo | +4.1        | 1      |

## Klasyfikacje rajdu
W klasyfikacji RSMP dodatkowe punkty przyznawane są za odcinek Power Stage.
| Miejsce                      | Kierowca            | Pilot             | Samochód                | Czas      | Strata  | Grupa | Punkty |
| ---------------------------- | ------------------- | ----------------- | ----------------------- | --------- | ------- | ----- | ------ |
| Klasyfikacja generalna rajdu |                     |                   |                         |           |         |       |        |
| 1                            | Kacper Wróblewski   | Jakub Wróbel      | Škoda Fabia Rally2 evo  | 1:28:30.8 | –       | 2     |        |
| 2                            | Łukasz Byśkiniewicz | Daniel Siatkowski | Škoda Fabia Rally2 evo  | 1:28:35.9 | +5.1    | 2     |        |
| 3                            | Jarosław Szeja      | Marcin Szeja      | Hyundai i20 R5          | 1:28:38.3 | +7.5    | 2     |        |
| 4                            | Grzegorz Grzyb      | Adam Binięda      | Škoda Fabia Rally2 evo  | 1:29:06.6 | +35.8   | 2     |        |
| 5                            | Sylwester Płachytka | Rafał Fiołek      | Škoda Fabia Rally2 evo  | 1:29:15.8 | +45.0   | 2     |        |
| 6                            | Jarosław Kołtun     | Ireneusz Pleskot  | Ford Fiesta Rally2      | 1:29:36.8 | +1:06.0 | 2     |        |
| 7                            | Aleksander Terlecki | Michał Marczewski | Škoda Fabia Rally2 evo  | 1:31:02.9 | +2:32.1 | 2     |        |
| 8                            | Jacek Sobczak       | Mateusz Pawłowski | Porsche 997 GT3 Cup 3.6 | 1:32:23.4 | +3:52.6 | NAT3  |        |
| 9                            | Rafał Kwiatkowski   | Kamil Kozdroń     | Škoda Fabia Rally2 evo  | 1:32:31.5 | +4:00.7 | 2     |        |
| 10                           | Hubert Kowalczyk    | Jarosław Hryniuk  | Peugeot 208 Rally4      | 1:34:55.3 | +6:24.5 | 4     |        |
| Klasyfikacja RSMP            |                     |                   |                         |           |         |       |        |
| 1                            | Kacper Wróblewski   | Jakub Wróbel      | Škoda Fabia Rally2 evo  | 1:28:30.8 | –       | 2     | 30+5   |
| 2                            | Łukasz Byśkiniewicz | Daniel Siatkowski | Škoda Fabia Rally2 evo  | 1:28:35.9 | +5.1    | 2     | 24+2   |
| 3                            | Jarosław Szeja      | Marcin Szeja      | Hyundai i20 R5          | 1:28:38.3 | +7.5    | 2     | 21+4   |
| 4                            | Grzegorz Grzyb      | Adam Binięda      | Škoda Fabia Rally2 evo  | 1:29:06.6 | +35.8   | 2     | 19+3   |
| 5                            | Sylwester Płachytka | Rafał Fiołek      | Škoda Fabia Rally2 evo  | 1:29:15.8 | +45.0   | 2     | 17+1   |
| 6                            | Jarosław Kołtun     | Ireneusz Pleskot  | Ford Fiesta Rally2      | 1:29:36.8 | +1:06.0 | 2     | 15     |
| 7                            | Aleksander Terlecki | Michał Marczewski | Škoda Fabia Rally2 evo  | 1:31:02.9 | +2:32.1 | 2     | 13     |
| 8                            | Jacek Sobczak       | Mateusz Pawłowski | Porsche 997 GT3 Cup 3.6 | 1:32:23.4 | +3:52.6 | NAT3  | 11     |
| 9                            | Rafał Kwiatkowski   | Kamil Kozdroń     | Škoda Fabia Rally2 evo  | 1:32:31.5 | +4:00.7 | 2     | 9      |
| 10                           | Hubert Kowalczyk    | Jarosław Hryniuk  | Peugeot 208 Rally4      | 1:34:55.3 | +6:24.5 | 4     | 7      |
| 11                           | Jakub Matulka       | Daniel Dymurski   | Ford Fiesta Rally3      | 1:35:37.9 | +7:07.1 | 3     | 5      |
| 12                           | Marek Nowak         | Adam Grzelka      | Opel Corsa Rally4       | 1:35:47.7 | +7:16.9 | 4     | 4      |
| 13                           | Gracjan Predko      | Michał Jurgała    | Peugeot 208 Rally4      | 1:36:05.6 | +7:34.8 | 4     | 3      |
| 14                           | Błażej Gazda        | Maciej Mikuliszyn | Renault Clio Rally4     | 1:37:03.4 | +8:32.6 | 4     | 2      |
| 15                           | Piotr Krotoszyński  | Mateusz Martynek  | Ford Fiesta Rally3      | 1:37:12.0 | +8:41.2 | 3     | 1      |

## Klasyfikacja kierowców RSMP 2023 po 6. rundach
Punkty otrzymuje 15 pierwszych zawodników, którzy ukończą rajd według klucza:
| Miejsce | 1  | 2  | 3  | 4  | 5  | 6  | 7  | 8  | 9 | 10 | 11 | 12 | 13 | 14 | 15 |
| Punkty  | 30 | 24 | 21 | 19 | 17 | 15 | 13 | 11 | 9 | 7  | 5  | 4  | 3  | 2  | 1  |

Dodatkowe punkty zawodnicy zdobywają za ostatni odcinek specjalny zwany Power Stage, punktowany: za zwycięstwo – 5, drugie miejsce – 4, trzecie – 3, czwarte – 2 i piąte – 1 punkt.
| Miejsce | 1 | 2 | 3 | 4 | 5 |
| Punkty  | 5 | 4 | 3 | 2 | 1 |

W tabeli uwzględniono miejsce, które zajął zawodnik w poszczególnym rajdzie, a w indeksie górnym umieszczono miejsce zajęte na ostatnim, dodatkowo punktowanym odcinku specjalnym tzw. Power Stage.
| Poz. | Kierowca            | Świdnicki | Polski | Podlaski | Małopolski | Rzeszowski | Śląska | Wisły | Suma punktów |
| ---- | ------------------- | --------- | ------ | -------- | ---------- | ---------- | ------ | ----- | ------------ |
| 1    | Grzegorz Grzyb      | 14        | 34     | 1        | 13         | 13         | 43     |       | 178          |
| 2    | Łukasz Byśkiniewicz | 45        | 4      | 4        | 31         | 34         | 24     |       | 135          |
| 3    | Sylwester Płachytka | 21        | 53     | 2        | NU         | 42         | 5      |       | 118          |
| 4    | Jarosław Kołtun     | 7         | 6      | 65       | 5          | 5          | 6      |       | 95           |
| 5    | Jarosław Szeja      | 53        | 225    | 3        | NU         |            | 32     |       | 67           |
| 6    | Kacper Wróblewski   |           |        |          |            | 21         | 1      |       | 64           |
| 7    | Mārtiņš Sesks       | 32        | 1      |          |            | 28         |        |       | 60           |
| 8    | Aleksander Terlecki | 8         |        | 15       | 7          | 7          | 7      |       | 51           |
| 9    | Dariusz Poloński    | NU        |        |          | 2          | 6          | 29     |       | 43           |
| 10   | Rafał Kwiatkowski   | 9         | NU     | 9        | 6          | NU         | 9      |       | 42           |
| 11   | Łukasz Kotarba      | NU        | 23     | 53       | 4          | 26         |        |       | 41           |
| 12   | Piotr Parys         | 6         | 21     | 7        | NU         | 10         | 22     |       | 35           |
| 13   | Gracjan Predko      | 12        | 8      | 12       | 13         | 9          | 13     |       | 34           |
| 14   | Jakub Matulka       | 10        | 15     | 8        | 10         | NU         | 11     |       | 31           |
| 15   | Mikołaj Marczyk     |           | 2      |          |            |            |        |       | 28           |
| 16   | Hubert Kowalczyk    | 14        | 13     | 18       | 9          | 12         | 10     |       | 25           |
| 17   | Jacek Sobczak       | NU        |        | 14       | NU         | 8          | 8      |       | 24           |
| 18   | Piotr Krotoszyński  | 16        | 9      | 10       | 19         | 11         | 15     |       | 22           |
| 19   | Marek Roefler       | 19        | 7      | 11       | NU         |            | 17     |       | 18           |
| 20   | Michał Tochowicz    | 11        |        |          | 8          | NU         | NU     |       | 16           |
| 21   | Marek Nowak         | 15        | 26     | 17       | 11         | 14         | 12     |       | 12           |
| 22   | Tomasz Ociepa       |           | 10     | NU       | 18         | 15         | 18     |       | 8            |
| 23   | Filip Pindel        | 17        | 12     | 20       | 12         |            |        |       | 8            |
| 24   | Grzegorz Bonder     | 13        |        | 13       | 32         |            |        |       | 6            |
| 25   | Artur Długosz       | 20        | 11     | 19       | NU         |            |        |       | 5            |
| 26   | Błażej Gazda        | 21        | 14     | 21       | NU         | 29         | 14     |       | 4            |
| 27   | Jakub Ulanowski     |           |        |          |            | 13         | NU     |       | 3            |
| 28   | Michał Chorbiński   | 26        |        |          | 14         | NU         | 20     |       | 2            |
| 29   | Artur Równiatka     | NU        |        |          | 15         |            |        |       | 1            |
| Poz. | Kierowca            | Świdnicki | Polski | Podlaski | Małopolski | Rzeszowski | Śląska | Wisły | Suma punktów |